# Philippe Crozier
Pour les articles homonymes, voir Crozier.
Philippe Marius Crozier est un diplomate français né à Lyon le 30 janvier 1857, et mort à Genève le 9 février 1944.

## Biographie
Philippe Crozier est le fils de François Pierre Crozier (1824- ), droguiste, et de Jeanne Françoise Philippe (1835- ). Il est le frère de François Gaspard Crozier (1864-1936), ministre plénipotentiaire, plusieurs fois consul général, ancien directeur de l'Office national du commerce extérieur, grand-officier de la Légion d'honneur.
Malgré son jeune âge, il a participé à la guerre franco-allemande de 1870 comme ambulancier.
Philippe Crozier est licencié ès-lettres, élève de l'École polytechnique en novembre 1878. À l'École polytechnique, il a été de la même promotion que Louis Adrian le concepteur du casque dit Adrian de la Première Guerre mondiale, Philippe Bunau-Varilla, qui s’est illustré dans la construction du canal de Panama, Gaston Moch, dreyfusard, pacifiste cheville ouvrière du Bureau international de la Paix et promoteur de la langue espérantiste, Pierre Termier, célèbre géologue et président de l’Académie des sciences, et Alfred Dreyfus. Il est ensuite sous-lieutenant à l'école d'application en octobre 1880. 
Il a démissionné pour entrer comme diplomate au Ministère des Affaires étrangères, attaché à la direction politique le 1er février 1881, il est envoyé à Londres le 12 février 1881, puis de retour à la direction politique, le 25 février 1882. Il est attaché et secrétaire particulier du ministre des Affaires étrangères le 25 février 1883. Il est nommé secrétaire de 3e classe à l'ambassade de France à Londres le 4 novembre 1883. Il est de nouveau attaché à la direction politique du Ministère des Affaires étrangères le 31 août 1884. Il exerce les fonctions de commis principal et du service du personnel au cabinet du ministre le 1er septembre 1884. Il est nommé commis principal le 29 janvier 1885. Il est nommé à la direction des affaires politiques du ministère le 10 avril 1885.
Il est sous-chef du cabinet du ministre des Affaires étrangères le 7 avril 1888, rédacteur chargé des mêmes fonctions le 10 juin 1888.
Il est nommé délégué de Mayotte et des îles Comores à l'Exposition universelle de 1889 le 15 janvier 1889.
Il est chef adjoint au cabinet du ministre le 24 février 1889. Il est nommé conseiller d'ambassade à Berne le 12 mars 1890 mais il n'a pas pris son poste au cabinet du ministre Alexandre Ribot. Il a été chef de cabinet d'Alexandre Ribot au ministère de l'Intérieur du 11 janvier au 4 avril 1893. Il est nommé ministre-résident à Luxembourg en 1893 et ministre plénipotentiaire en 1894.
Il a été membre des ambassades extraordinaires au jubilé de la reine Victoria, aux couronnements d'Alphonse XIII et d'Édouard VII.
En 1895, il est nommé directeur du Protocole au Ministère des Affaires étrangères et Introducteur des ambassadeurs près le Président de la République française.
Il est nommé ambassadeur de France au Danemark en 1902 et ambassadeur de France en Autriche-Hongrie en 1907 jusqu'en 1912. À Vienne, il a mené des discussions pour un accord de neutralité de l'Empire Austro-Hongrois. Après la signature du traité franco-allemand du 4 novembre 1911 pour résoudre la crise marocaine après le coup d'Agadir, le gouvernement austro-hongrois lie son acceptation de cet accord avec une autorisation de placement d'obligations d'État autrichiennes et hongroises à la bourse de Paris. Le gouvernement français craint que cet emprunt serve à financer l'armement. Philippe Crozier défend cette demande du gouvernement austro-hongrois en garantissant que l'Autriche-Hongrie serait au moins temporairement neutre en cas d'attaque allemande contre la France. Raymond Poincaré s'oppose à l'autorisation de ces obligations. Raymond Poincaré est devenu président du Conseil des ministres français et ministre des Affaires étrangères le 14 janvier 1912. Il va chercher à renforcer l'alliance avec l'Empire russe et l'Entente cordiale base de la Triple-Entente face à la Triple Alliance. Philippe Crozier a proposé à Raymond Poincaré un plan d'action économique dans l'Empire austro-hongrois, mais pour Poincaré la France ne doit pas réaliser d'opérations économiques dans des États hostiles. Il est remplacé à l'ambassade de France en Autriche par Alfred Chilhaud-Dumaine le 18 mai 1912. Il a pris sa retraite en 1913.
Il est nommé administrateur de la Société générale et la représente à la Banque impériale royale et privilégiée des Pays Autrichiens devenue la Banque des Pays de l'Europe
centrale (BPEC) en 1920. Il est administrateur au Crédit foncier argentin en 1915. Il a aussi été administrateur de la Compagnie franco-espagnole du chemin de fer de Tanger à Fès, de la Banque franco-japonaise, de la Compagnie générale du Maroc, de la Banque des Pays de l'Europe centrale, de la Compagnie des Phosphates de l'Océanie. Il a reçu le quitus de la Société générale en 1943.

## Décorations
- Officier d'académie, le 1er janvier 1884,
- Chevalier de la Légion d'honneur, le 13 juillet 1889,
- Officier de la Légion d'honneur, le 15 janvier 1893,
- Commandeur de la Légion d'honneur, le 5 octobre 1900, remise par le Président de la République[4].
- Médaille commémorative de la guerre de 1870-1871,
- Croix de guerre 1914-1918